# Nicodémisme

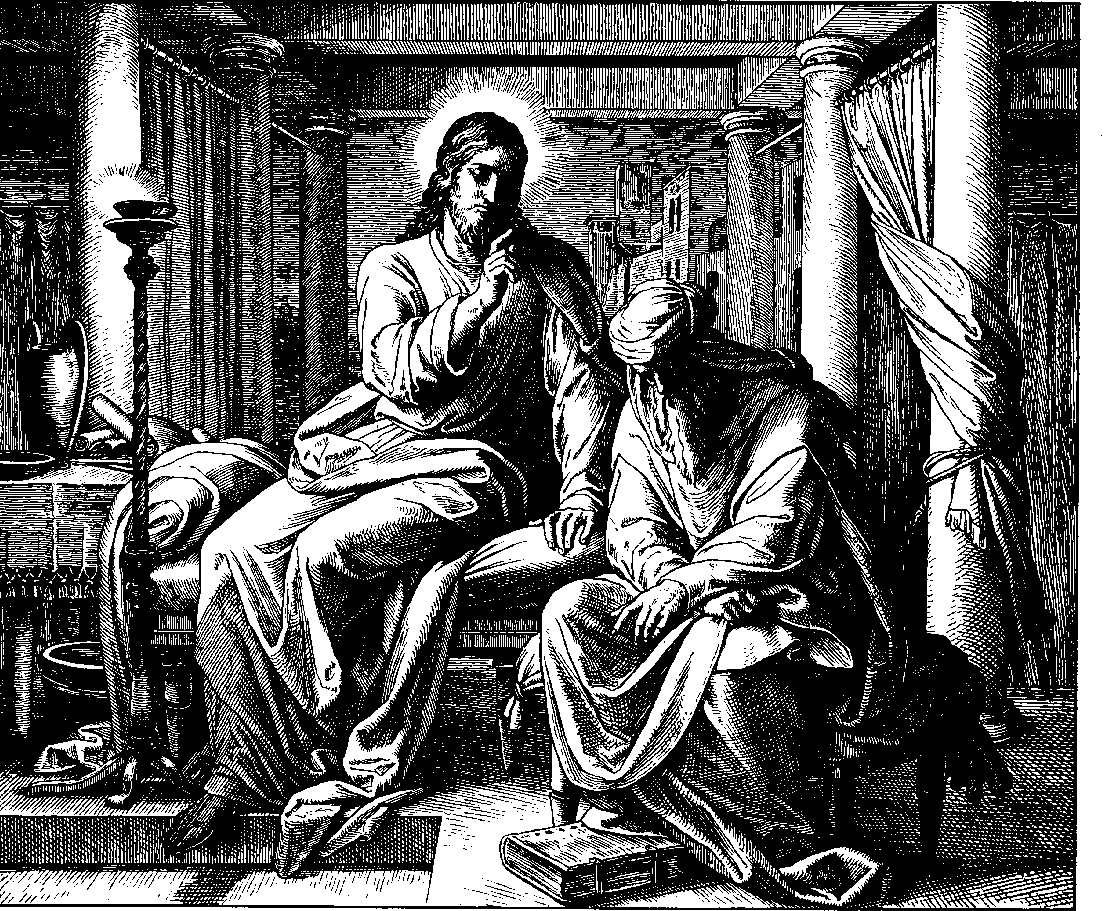
Nicodème rencontre Jésus secrètement la nuit.

Un nicodémite est une personne soupçonnée d'avoir déformé publiquement sa foi religieuse pour cacher ses vraies croyances.
Le terme est introduit par le réformateur Jean Calvin en 1544 dans son ouvrage Excuse à messieurs les Nicodémites. Depuis que la monarchie française avait intensifié ses poursuites contre la Réforme avec l'édit de Fontainebleau de 1540, il était devenu de plus en plus dangereux de professer publiquement la croyance dissidente. Il s'applique alors aux crypto-protestants, qui ne font pas profession publique de leur foi protestante,,,. 
Dans l'Évangile de Jean (Jean 3, 1-2) apparaît le personnage de Nicodème, pharisien et membre du Sanhédrin. Bien qu'il demeure en public un juif pieux, il vient secrètement la nuit à Jésus pour recevoir des instructions. Bien qu'il soit finalement devenu un saint, sa double allégeance était quelque peu suspecte.